# London Underground 1967 Tube Stock
Der London Underground 1967 Tube Stock (oder auch kurz nur 67 Tube Stock) war eine Baureihe elektrischer Triebwagen, die auf der Londoner Victoria Line eingesetzt wurde. Entsprechend den bei London Underground üblichen Konventionen leitet sich die Bezeichnung aus dem geplanten Jahr der Indienststellung (1967) ab.

## Geschichte
Nach erfolgreichen Tests mit für Automatic Train Operation (ATO / automatisierter Fahrbetrieb) umgerüsteten Zügen des Typs 1960 Tube Stock auf der Central Line zwischen Hainault und Woodford, wurden im März 1964 Züge des 1967 Tube Stock bei Metro-Cammell für die neue Victoria Line bestellt. Die ursprüngliche Bestellung umfasste 30½ Züge, von denen der erste am 27. September im Depot Ruislip angeliefert wurde. Nach dem Beschluss, die Victoria Line von Victoria nach Brixton zu erweitern, wurde die Bestellung um weitere 9 Züge erweitert, so dass insgesamt 39½ Züge geliefert wurden. Der erste Einsatz mit Fahrgästen erfolgte am 21. Februar 1968 auf der Central Line zwischen Hainault und Woodford, der erste Einsatz auf der Victoria Line erfolgte am 1. September 1968 mit der Eröffnung des ersten Abschnitts.
Weitere dreieinhalb Züge entstanden in den Jahren von 1987 bis 1989 durch den Umbau von zuvor auf der Northern Line eingesetzten Wagen des 1972 Mk.I Tube Stock, wodurch die Flotte des 1967 Tube Stock auf insgesamt 43 Züge anwuchs. Weitere drei Wagen wurden in der zweiten Hälfte der 1990er Jahre umgebaut, um schadhafte Wagen zu ersetzen, die Flottengröße änderte sich somit nicht. Der 1967 Tube Stock wurde von Juni 1990 bis Mai 1995 bei der Tickford Rail Ltd grundlegend modernisiert.
Die Fahrzeuge waren bis zum 30. Juni 2011 die zweitälteste Baureihe von London Underground im täglichen Einsatz. Unter den Röhrenbahnen war der 1967 Tube Stock zeitweise die älteste Baureihe. Aufgrund ihres Alters wurde die Baureihe ausgemustert und ab dem Jahr 2009 durch den 2009 Tube Stock ersetzt.

## Zugbildung und Details
Der 1967 Tube Stock besteht aus Halbzügen, die sich aus zwei Driving Motor Cars (DM) und zwei Trailer Cars (T) bilden. Ein Driving Motor Car ist dabei mit Führerstand und Antriebsmotoren ausgestattet, ein Trailer Car hat weder Antrieb noch Führerstand. Im Gegensatz zum Auslieferungszustand konnten in späteren Jahren nicht mehr alle Halbzüge frei gekuppelt werden, da mit der Zeit einzelne Führerstände zur Ersatzteilgewinnung ihre ATO-Ausrüstung verloren haben. So entstanden die aus dem 1972 Mk.I Tube Stock umgebauten Halbzüge aus einem Driving Motor Car und einem Trailer Car des 1972 Mk.I Tube Stock und aus einem Driving Motor Car und einem Trailer Car des 1967 Tube Stock. Da der 1972 Mk.I Tube Stock jedoch nie mit ATO-Equipment versehen war, hatten die so gebildeten Züge nur noch einen Führerstand mit ATO-Ausrüstung. Führerstände ohne ATO-Ausrüstung konnten zwar zum Rangieren im Betriebshof genutzt werden, jedoch musste für den Fahrgasteinsatz zwingend ein Wagen mit ATO-Ausrüstung an Zugspitze und Zugende laufen, da die Victoria Line mit ATO betrieben wird. Vollausgerüstete Führerstände an beiden Enden waren in den 2000er Jahren nur noch bei einer Minderheit der Züge vorhanden. Derartige Halbzüge konnten theoretisch auch alleine eingesetzt werden, alle anderen Züge durften nur als 8-Wagen-Zug verkehren.

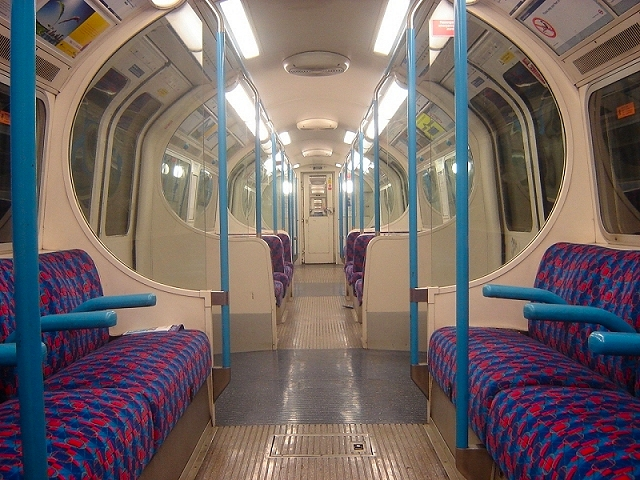
Modernisierter Innenraum einer 67 Tube Stock

Die Züge wurden, wie damals üblich, mit unlackierten Aluminium-Wagenkästen geliefert. Dieses Erscheinungsbild trugen sie bis zu ihrer Modernisierung, bei der sie die heute üblichen Underground-Farben (Führerstand und Türen rot, Wagenkasten weiß mit blauen Streifen am Boden) erhielten, wobei aber nur die vollausgestatteten Führerstände rot lackiert wurden. Eine Neuerung in den Zügen war die ATO-Ausstattung: Der Triebfahrzeugführer musste dabei an einer Station, nachdem die Türen geschlossen wurden, nur noch einen Start-Knopf drücken und der Zug beschleunigte und bremste automatisch bis zur nächsten Station. Eine weitere Neuerung war die Ausstattung mit einer Lautsprecheranlage zur Fahrgastinformation.

## Einsatz
Die Fahrzeuge wurden ausschließlich auf der Victoria Line als 8-Wagen-Züge eingesetzt. Ein Einsatz von 4-Wagen-Zügen war möglich, sofern beide Führerstände des Halbzuges mit ATO-Ausrüstung versehen waren. Von 1968 bis 1984 wurden 4-Wagen-Züge auf der Central Line auf der Strecke zwischen Hainault und Woodford eingesetzt, die als ATO-Teststrecke diente. Ein Einsatz der Fahrzeuge war 2008 ohne weiteres nur noch auf der Victoria Line möglich, da auf der Central Line inzwischen ein anderes ATO-System zum Einsatz kommt und auf anderen Linien derzeit noch manuell gefahren wird.

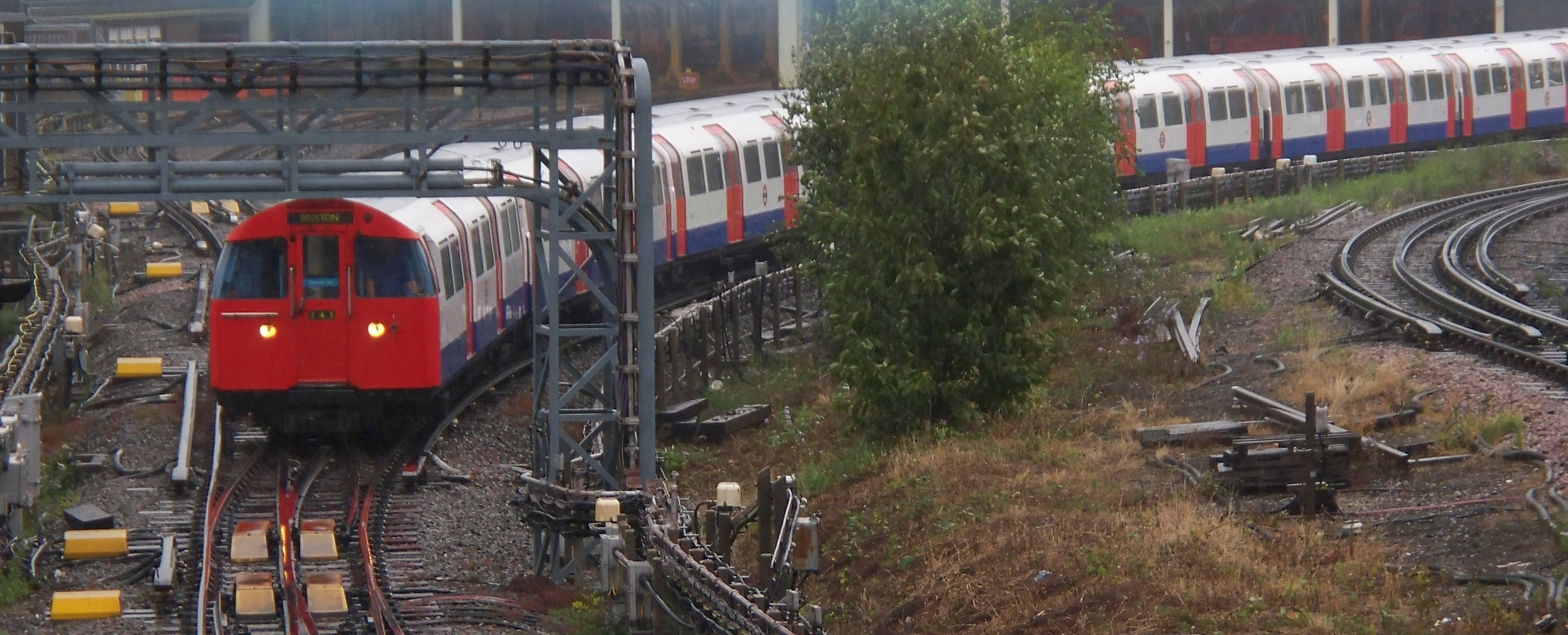